# أمين الخياط
أمين الخياط (1936- 2023 م) من كبار الموسيقيين والملحنين العرب، عازف قانون وقائد فرقة الفجر الموسيقية، ونقيب الفنانين في سوريا، ورئيس دائرة الموسيقا في إذاعة دمشق. لحَّن لعدد من كبار المطربين السوريين والعرب، ولادته ووفاته بدمشق.

## ولادته ونشأته
ولد في حي العَمارة بدمشق عام 1936، ونشأ في بيت يعشق الموسيقا. فوالده الموسيقي عبد العزيز الخياط كان ضاربَ إيقاع وعازفَ عود ومطربًا، ومدير مستودعات الهيئة العامة للإذاعة والتلفزيون. ومنذ طفولته أحبَّ أمين الفن والموسيقا لحضوره السهَرات التي كان يقيمها والده في منزلهم، ويحضرها كبار الفنانين السوريين والعرب، مثل: رفيق شكري، ونجيب السرَّاج، وماري جبران، وحليم الرومي، وسلامة الأغواني، وسامي الكسم، وميشيل عوض، وأمير البزق محمد عبد الكريم، وغيرهم.

## تعلُّم الموسيقا
درس دراسته النظامية في الكلية العلمية الوطنية بدمشق، وبدأ دراسة الموسيقا على يد والده الذي علَّمه الضرب على الإيقاع، ثم انتسب إلى المعهد الموسيقي الشرقي بدمشق عام 1950، وتخرج فيه عام 1954، وفي السنة الرابعة من دراسته تدرَّب طويلًا على العزف على آلة القانون على يد العازف الشهير محمد العقاد (مصري)، والأستاذ ميشيل عوض، وتبنَّاه الأخير موسيقيًّا وصار يتردَّد إلى بيته باستمرار لاكتساب مزيد خبرة في العزف على القانون.
وفي أثناء دراسته في المعهد شارك ببعض نشاطاته، ومن أهمِّها الحفلة التي أقامها الأستاذ السياسي والشاعر فخري البارودي للسيدة أم كلثوم في منزله بدمشق عام 1955، وعزف أمين الخياط يومئذ على القانون ضمن الفرقة الموسيقية أغنية (ذكريات) من ألحان رياض السنباطي، وكلمات أحمد رامي.
وشارك أيضًا في العزف ضمن الفرقة الموسيقية التي رافقت المطربة نجاة الصغيرة في إحدى حفَلاتها بدمشق، بعد اضطرار عازف القانون الأصلي في الفرقة أستاذه المصري محمد العقاد إلى السفر إلى أمريكا فرشَّحه ليحل محلَّه.

## بدايته الفنية
بعد إتمامه الدراسة في المعهد خضع أمين الخياط لمرحلة تدريب في عدد من الفرق الموسيقية في مسارح دمشق، منها سنة كاملة في فرقة أستاذه ميشيل عوض، وكان فيها أصغرَ العازفين سنًّا ومعه أساتذة قديرون من مثل: عمر نقشبندي، وياسين العاشق، وفيليب خوري، ويحيى النحاس. أما المطربون الذين عزفت لهم الفرقة فهم: سميرة توفيق، ودلال شمالي، وسعاد محمد، وفايزة أحمد. وسافر إلى بيروت بطلب من المطربة سعاد محمد؛ لمرافقتها بالعزف في حفَلاتها، واستمرَّ معها عامًا واحدًا.
وفي عام 1957 عُيِّن عازفًا على آلة القانون في فرقة إذاعة حلب الموسيقية. وفي حلب بدأ أولى خطوات التلحين، وكان أول لحن وضعه لمحاورة غنائية بعنوان (كل ما تخطر على بالي) من كلمات شاكر بريخان، وغنَّاها سمير حلمي ومها الجابري التي لحَّن لها أيضًا (بلد العز يا بلدي) كلمات شاكر بريخان، ثم توالت ألحانُه للمطربين: سحر وكنعان وصفي، ومحمد خيري، ومحمد مرعي، وبسمة التي لحَّن لها أغنية (يا قدس) من شعر مصطفى البدوي. وأنشأ فرقة موسيقية وتولَّى قيادتها، حملت اسم (الأوتار الذهبية) ضمَّت كبار الملحِّنين، مثل: إبراهيم جودت، وسمير حلمي، وعدنان أبو الشامات.

## مسيرته الفنية[4]
في عام 1960 عاد أمين الخياط إلى دمشق، وعمل في مديرية الفنون بوِزارة الثقافة السورية، لكنه سرعان ما ترك عمله وسافر إلى أوروبا في جولة فنية، زار فيها: فرنسا وألمانيا وتركيا والبرتغال واليونان، واستقرَّ مدَّة سنتين في إسبانيا للاطلاع على الموسيقا الإسبانية والاتصال بموسيقيين كبار فيها.
وفي عام 1963رجع إلى دمشق، وعُيِّن في الهيئة العامة للإذاعة والتلفزيون، وأنشأ (فرقة الفجر الموسيقية) وتولَّى قيادتها مع العزف على آلة القانون فيها، واستمرَّ في قيادتها أكثر من ثلاثين عامًا. وقد خرَّجت هذه الفرقة كثيرًا من العازفين الكبار الذين صاروا رؤساء فرق موسيقية، ومن أشهرهم: هادي بقدونس، وصبحي جارور، وأسعد خوري، ومجد جريدة.
ورافق كبار المطربين السوريين والعرب مثل: صباح فخري، وديع الصافي، صباح الشحرورة، مها الجابري، ميادة الحناوي، محمد رشدي، شريفة فاضل، هاني شاكر. وزار العديد من الدول العربية، منها الجزائر وتونس. وشارك في مهرجاناتها الغنائية والموسيقية، مثل: مهرجان الأغنية العُمانية في سلطنة عُمان، ومهرجان الأغنية العربية في أبو ظبي. وتولَّى رئاسة دائرة الموسيقا في إذاعة دمشق، ثم سُمِّي مستشارًا لشؤون الموسيقا في الهيئة.
وكان لأمين الخياط حضور مهم في مهرجان الأغنية السورية بدَوراته العشر؛ إذ لحَّن عددًا من الأغنيات، وكان من المشرفين الموسيقيين فيه، وعضوًا دائمًا في لجنة التحكيم. وتولَّى إدارة المهرجان مرَّة واحدة في دورته العاشرة عام 2004 . ولحَّن فيه لوحةَ الافتتاح التي حملت عنوان (يا شام المجد)، وهي من كلمات الشاعر صالح هوَّاري وغناء المجموعة.
وفي المجال النقابي كان من مؤسسي نقابة الفنانين عام 1968، وتولَّى رئاسة النقابة ثلاث دورات، في الدورة الرابعة من 26 كانون الثاني 1971 إلى 30 كانون الثاني 1972، وفي الدورة السابعة من 14 كانون الثاني 1975 إلى 27 كانون الثاني 1977، وفي الدورة الثامنة من 28 كانون الثاني 1977 إلى 25 كانون الثاني 1979. وانتُخِب نائبًا لنقيب الفنانين في الدورة الثالثة عام 1970.
وإضافةً إلى عزف القانون وقيادة الفرقة الموسيقية، أبدع أمين الخياط في التلحين، وقد لحَّن لكثير من المطربين والمطربات في سوريا؛ من ذلك: أنه لحَّن للمطرب ذياب مشهور أربعًا وعشرين أغنية من أشهرها (طولي يا ليلة)، ولحَّن للمطربة الحلبية إلهام الكثير من الأغنيات، منها قصيدة (رأى الحبيب) شعر أحمد رجائي. فضلًا عن: سميرة توفيق وفهد بلان ومها الجابري ومصطفى نصري وموفق بهجت ومحسن غازي وشادي جميل وفاتن حناوي ومصطفى ماهر وسمير حلمي وكنان القصير (سبع أغان) وكروان (جميلة نصور) ودريد عواضة ودلال الشمَّري وسمر عرفة والثلاثي الأندلسي. وشارك في تلحين عدد من القصائد والموشَّحات في مسلسل (الوادي الكبير) من بطولة صباح فخري ووردة الجزائرية، وفي تلحين بعض الأناشيد الدينية في البرنامج الديني (أسماء الله الحسنى).
وفي عام 1973 زار القاهرة، ولحَّن  لعدد من المطربات هناك، مثل: مها صبري، وشريفة فاضل، والمطربة السورية الأصل ندى، وسجَّل ألحانه لإذاعة صوت العرب. وخاض غِمار التلحين للأطفال أيضًا؛ فلحَّن الكثير من (الاسكتشات) لبرنامج الأطفال التلفازي الذي كانت تُعِدُّه وتقدِّمه الإعلامية هيام طباع، وجميعها من كلمات عمر حلبي. وعمل في مجال التأليف الموسيقي؛ فوضع مجموعةً من المقطوعات الموسيقية منها (أيام زمان)، و(ألوان)، و(دمشق).
وفي مجال الموسيقا التصويرية ألف موسيقا لمجموعة من مسرحيات المسرح القومي في منتصف الستينيات، من أهمِّها: (عرس الدم) لوركا، وإضافة إلى الموسيقا التصويرية وضع ألحانَ عدد من الأغنيات التي أدَّاها الممثلون في المسرحية، وكذلك مسرحية (طرة ولا نقش). وصنع موسيقا لعدد من الأفلام السينمائية منها الفِلم التسجيلي (العرس الشامي) من إخراج محمد شاهين، وفِلم (خيَّاط للسيِّدات) للفنانين دريد لحام ونهاد قلعي وإخراج سيف الدين شوكت.

#### تكريمه
كرمته عدد من الدول، منها: سوريا، والأردن، وليبيا، والإمارات، وسلطنة عُمان.

## مناصب شغلها
- عام 1957 عُيِّن عازفًا على آلة القانون في فرقة إذاعة حلب الموسيقية
- عام 1960 عُيِّن في مديرية الفنون بوِزارة الثقافة في دمشق
- عام 1963 عُيِّن في الهيئة العامة للإذاعة والتلفزيون في دمشق
- عام 1971 عُيِّن نقيبًا للفنانين السوريين
- عام 1975 عُيِّن نقيبًا للفنانين السوريين
- عام 1977 عُيِّن نقيبًا للفنانين السوريين
- عام 2004 عُيِّن مديرًا لمهرجان الأغنية السورية

## حياته الخاصة
تزوج أمين الخياط 3 مرات:
- الأولى: الشاعرة الراحلة براءة شفيق.
- الثانية: الفنانة هالة شوكت.
- الثالثة: المحامية لميس النابلسي.

## وفاته ونعيه
توفي الخياط بدمشق يوم الأحد 18 صفر 1445 هـ الموافق 3 سبتمبر (أيلول) 2023 م، عن عمر ناهز السابعة والثمانين، بعد صراع مع المرض، ونعته وزارة الثقافة ونقابة الفنانين في سوريا والوسط الثقافي والموسيقي.

## الملاحظات
1. ↑  عدنان أبو الشامات موسيقي وملحن من مواليد دمشق عام 1934 توفي عام 2011، وهو غير الممثل السوري عدنان أبو الشامات المولود في دمشق عام 1965.

## وصلات خارجية
- الفنان أمين الخياط ضيف برنامج حوار VIP مع د. يامن ديب
- رحيل الموسيقار أمين الخياط عن عمر ناهز الـ 87 عاماً